# Kútvölgyi Úti Oktatókórház
A Kútvölgy Úti Oktatókórház ma a Semmelweis Egyetemhez tartozó, „Kútvölgyiként” közismert gyógyító intézmény, amely a rendszerváltás előtti a kommunista diktatúra párt- és állami kiváltságosai juthattak orvosi ellátáshoz az átlagost jóval meghaladó színvonalú környezetben.

## Története
Az épületet eredetileg nem elitkórháznak tervezték. 1930-ban tervezték el, hogy az állami alkalmazottak számára külön kórházat hozzanak létre, ám financiális okokból késett a megvalósítása. A kiírt pályázatot 1936-ban Csánk Rottmann Elemér (1897–1969) nyerte meg, aki a húszas évektől már nagyobb állami beruházások, pl. a pécsi és a szegedi egyetem, a szolnoki Bábaképző Intézet, illetve a budapesti MÁV-kórház építésvezetőjeként. 1941-ben, Magyarország második világháborúba lépése évében indult az építkezés Glock Imre és vitéz Zilachy Balogh Gyula művezetésével. Az acélvázas technológiával készült épület szerkezetének tervezője Sávoly Pál, az Erzsébet híd tervezője.
A 19. század végén, a fertőzésveszély minimalizálása végett kigondolt pavilonos elrendezés helyett a tömbös, vertikális elrendezést alkalmazták, amely optimális volt mind a betegmozgatás, mind az ellátás központosítása szempontjából. A kereszt alaprajzú, akkor 270 ágyas kórházépületen kívül egy lakó- és egy kisebb kertészeti épület alkotta az együttest 66 000 m³-es térfogattal. Az ingatlan fennmaradó részét szépen parkosították. Az A szárny a könnyebb, a B szárny a súlyosabb esetek, a C szárny a különszobák, a D szárny a gyógyászat számára szolgált. A kórházban nyolc műtő, három szülőszoba, nyolc kezelő volt, saját röntgennel és laboratóriummal. A lakóépületben voltak a szolgálati szállások 63 ápolónő, öt rezidensorvos és 44 főnyi személyzet számára. A homlokzatokat sóskúti mészkővel burkolták. A bejárat felett eredetileg Metky Ödön mozaikfríze „a családi életet és az orvosi hitvallást” ábrázolta. Ezt a kommunista időkben, az Árkayné Sztehlo Lili színes üvegablakaival díszített kápolnával együtt megszüntették.
Az intézményt 1943 végén Országos Tisztviselői Betegsegélyző Alap (OTBA) kórháza Állami Alkalmazottak Horthy Miklós Gyógyintézete néven nyitották meg. Az avatóünnepségen Horthy Miklós és felesége is jelen voltak. A nyílaszárókat légós sötétítőfüggönyökkel is ellátták, az 1942-es őszi szovjet légitámadásból okulva. További bombázások a szövetségesek 1944 áprilisában megkezdett légi háborújáig már nem voltak,

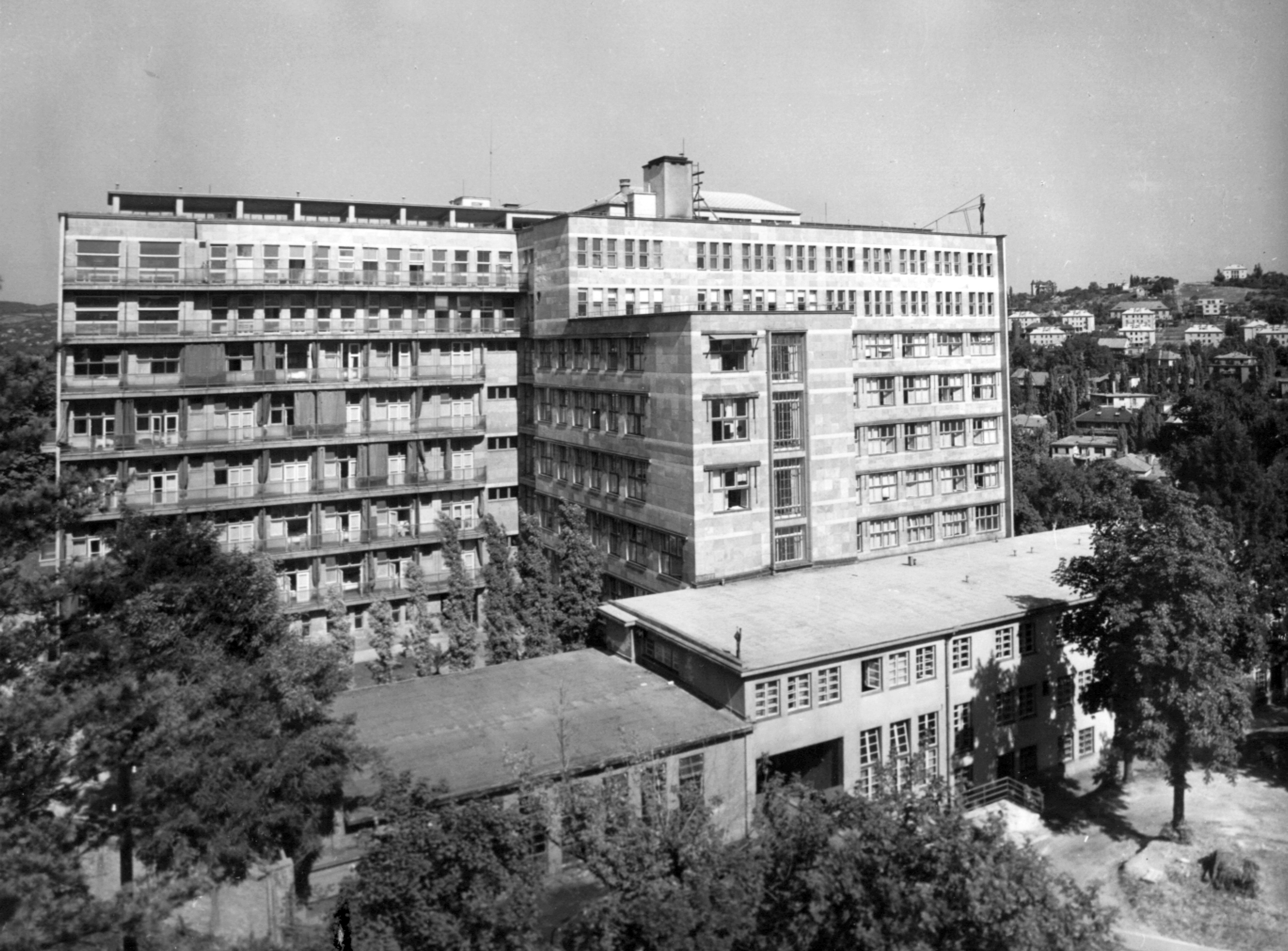
1963-ban

Az 1945 után OTBA Kórház néven működött, majd 1950-től az ország politikai, gazdasági és kulturális vezetőit gyógyították, külön engedély alapján. A budapesti orvosi egyetem egyik akkori tanára, az Urológiai Klinika igazgatója, Babics Antal kapta az átszervezés feladatát, aki 1950–1953 között ellátta az akkortól Kútvölgyi úti Központi Állami Kórház-Rendelőintézetnek nevezett intézmény igazgatói feladatait is. Az igények hamarosan meghaladták a kórház teljesítőképességét. Bővítést csak a gyönyörű park rovására lehetett végrehajtani, amelynek terveit Pázmándi Margit, az Általános Épülettervező Vállalat mérnöke állította össze 1976–77-ben. Nemsokára mutatkoztak a beépített bauxitbeton azóta köztudottá vált állékonysági problémái. A statikai terhelés csökkentésére a válaszfalakat könnyűszerkezetesekre cserélték, amivel sikerült megmenteni az impozáns épületet, miközben bővítményekkel egészítették ki, 1978-tól a Középületépítő Vállalat kivitelezésében.
Az ágyszám 270-ről 356-ra emelkedett, a konyha 1350 adagosra bővült, a mosodát nemkülönben bővítették. A Kútvölgyi úti oldali új sávépületekben létesültek a járóbeteg szakrendelők, az új műtőtömb pedig a szakműtőknek (urológiai, gégészeti, sebészeti, nőgyógyászati) adott otthont, ekkor alakultak a speciális osztályok és az állami vezetőknek „kiemelt szanatórium”.
Az Antall-kormány a pártállami örökség felszámolása keretében a 138/1991. (X.29.) számú határozatával az intézményt a SOTE kezelésébe adta oktatókórházi minőségben. Ilyen egyetemi oktatókórházak az angolszász országokban megszokottak, a kormány szerint Anglián kívül Európában ez lett az első ilyen. Igazgatója az egyetem rektora dr. Tringer László professzor lett, központi szervezeti egységként közvetlenül. Az egyetemi integráció azóta lezajlott. A kórház ma Kútvölgyi Klinikai Tömb néven az Általános Orvostudományi Karhoz tartozik, épülete pedig műemlék.